# تيبور فابيان
تيبور فابيان (بالمجرية:Tibor Fábián)، من مواليد 26 يوليو 1946، لاعب كرة قدم هنغاري سابق.
لعب مع منتخب هنغاريا لكرة القدم.
توفي في 6 يونيو 2006.

## روابط خارجية
- تيبور فابيان على موقع قاعدة بيانات كرة القدم.إي يو (الإنجليزية)
- تيبور فابيان على موقع ناشيونال فوتبول تيمز (الإنجليزية)
- تيبور فابيان على موقع Soccerway.com (الإنجليزية)